# Patrick J. Adams
Patrick Johannes Adams (ur. 27 sierpnia 1981 w Toronto) – kanadyjski aktor. Odtwórca roli adwokata Michaela Jamesa „Mike’a” Rossa, który ma pamięć ejdetyczną i zdolność do szybkiego przyswajania dużych ilości materiałów drukowanych, ale nigdy nie ukończył studiów prawniczych w serialu USA Network W garniturach (2011–2019), za którą w 2012 był nominowany do Screen Actors Guild.

## Życiorys
Urodził się w Toronto jako syn Rowan Marsh i dziennikarza Claude’a Adamsa. Ukończył Northern Secondary School w Toronto. Aktorstwem zainteresował się już w młodym wieku, kiedy rodzice zabierali go na przedstawienia. Po rozwodzie rodziców Adams w wieku 19 lat przeniósł się do Los Angeles, gdzie studiował na Uniwersytecie Południowej Kalifornii, uzyskując tytuł licencjata sztuk pięknych. 
Po raz pierwszy trafił przed kamery w roli Patricka w 20–minutowym dramacie wideo Dla rekordu (For the Record, 2001). Jego pierwszą rolą kinową był Patch w komedii Todda Phillipsa Old School: Niezaliczona (Old School, 2003), w którym brał udział w ramach stażu na kierunku studiów. Po zdobyciu nagrody im. Jacka Nicholsona w 2004, która zapewniała stypendia ufundowane bezpośrednio przez tytułowego aktora dla wybitnych aktorów szkoły, i uzyskaniu tytułu licencjata, rozpoczął pracę nad przedstawieniem Edwarda Albee’ego Koza, czyli kim jest Sylwia? w Mark Taper Forum. W 2006 w Los Angeles zdobył Tygodniowe Nagrody Teatralne dla najlepszego spektaklu za produkcję i reżyserię sztuki Petera Weissa Marat/Sade. W 2012 otrzymał nagrodę Back Stage Garland za występ w spektaklu Sztuka. W 2022 wystąpił na Broadwayu w roli Christophera „Kippy’ego” Sunderstroma w spektaklu Wyprowadź mnie. 
10 grudnia 2016 w Santa Barbara w Kalifornii zawarł związek małżeński z aktorką Troian Bellisario, którą ma dwie córki: Aurorę (ur. 2018) i Elliot Rowenę (ur. 2021).

## Filmografia

### Film
- 2001: For the Record jako Patrick (krótkometrażowy)
- 2003: Old School: Niezaliczona (Old School) jako Patch
- 2005: Zastępstwo z niespodzianką (Christmas in Boston) jako Matt, Seth
- 2007: Idź twardo: historia Deveya Coxa (Walk Hard: The Dewey Cox Story) jako The Kid (niewymieniony w czołówce)
- 2008: The Butcher's Daughter jako Ellis McArthur (krótkometrażowy)
- 2008: 3 Days Gone jako Doug Corss
- 2009: 2:13 jako Carter Pullman w wieku 19 lat
- 2009: Weather Girl jako Byron
- 2009: Krzyk Mody (Rage) jako Dwight Angel
- 2009: The Waterhole jako Miller
- 2011: 6 Month Rule jako Julian
- 2012: The Come Up jako Steve (krótkometrażowy)
- 2014: Car Dogs jako Mark Chamberlain
- 2018: Clara jako Issac Bruno

### Telewizja
- 2004: Jack & Bobby jako Matt Kramer
- 2004: Dowody zbrodni (Cold Case) jako Dean Lang 1953
- 2004: Życie przede wszystkim (Strong Medicine) jako Brandon
- 2005: Krok od domu (Close to Home) jako Paul
- 2006: Orpheus jako Barry TV
- 2006: Wzór (Numb3rs) jako Adam Bennett
- 2006: Pani prezydent (Commander in Chief) jako Colin James
- 2006–2007: Friday Night Lights (Friday Night Lights) jako Connor Hayes
- 2007: Bez śladu (Without a Trace) jako Adam Clark
- 2007: Zagubieni (Lost) jako Peter Talbot
- 2007: Heartland jako Henry Gilliam
- 2008: Good Behavior jako Van/Haden West
- 2008: Agenci NCIS (NCIS) jako Tommy Doyle
- 2009: The Dealership Jack Carson
- 2009: Zaklinacz dusz (Ghost Whisperer) jako Linus Van Horn
- 2009: Cupid jako Joe Adams
- 2009: Magia kłamstwa (Lie to Me) jako Lou Nemeroff
- 2009: Raising the Bar jako James Parsons
- 2010: FlashForward: Przebłysk jutra (FlashForward) jako Ed
- 2010: Słodkie kłamstewka (Pretty Little Liars) jako Hardy
- 2011–2018: W garniturach (Suits) jako Mike Ross
- 2012: Luck jako Nathan Israel
- 2014: Dziecko Rosemary (Rosemary’s Baby) jako Guy Woodhouse
- 2014: Orphan Black jako Jesse
- 2023: Plan B jako Phillip Grimmer